# Arroyo Marincho (Río Yí, linksseitig)
Der Arroyo Marincho ist ein Fluss in Uruguay.
Er entspringt in der Cuchilla del Rincón westlich von Trinidad. Von dort verläuft er auf dem Gebiet des Departamento Flores in nördliche Richtung, unterquert dabei im Oberlauf quellnah die Ruta 14 und durchfließt auf seinem Weg bis zur Mündung das Gebiet der Cuchilla de Marincho. Er mündet als linksseitiger Nebenfluss östlich von Andresito in den Río Yí.